# Joe Mason
Joseph Mason (ur. 13 maja 1991 w Plymouth) – północnoirlandzki piłkarz występujący na pozycji napastnika w Portsmouth.